# いて座W星
いて座W星（いてざWせい、W Sagittarii、W Sgr）は、いて座の方向におよそ1400光年離れた位置にある連星系であり、主星はケフェイド変光星である。
いて座γ1星という名称もあるが、あまり使用されることはない。
2つの伴星は、いずれもケフェイドに比べると遥かに暗い主系列星であり、視覚的に分離できない分光連星と、干渉法でようやく分解できる高温度星からなる。ケフェイドは、約7.6日の周期で4.3等と5.1等の間を規則的に変光する。

## 発見
ドイツの天文学者、ユリウス・シュミットが、1866年から1875年にかけてアテネで「いて座γ′星」を観測していて、その光度変化を発見し、初めて変光周期や光度曲線を求め、変光星であることが確定した。当初から、いて座W星の光度曲線はわし座η星との類似性が指摘されており、ケフェイド変光星と認識された。
いて座W星は、1897年にトーマス・シーによって、14等星の2つの「伴星」が発見されている。その後、視線速度の時間変化と、光度曲線の副次的な周期から、連星である可能性が疑われ、試みに軌道要素も計算された。1976年にはスペックル干渉法による観測が行われ、単独の変光星と思われていたものが2つの星像に分かれ、離角が0.116秒角であると報告された。1989年には、視線速度曲線の時間変化の分析によって、その変化は連星の軌道運動と考えることが最適な説明になるとされ、計算された軌道要素から、既知の伴星候補とは別の伴星であることがわかった。

## 名称

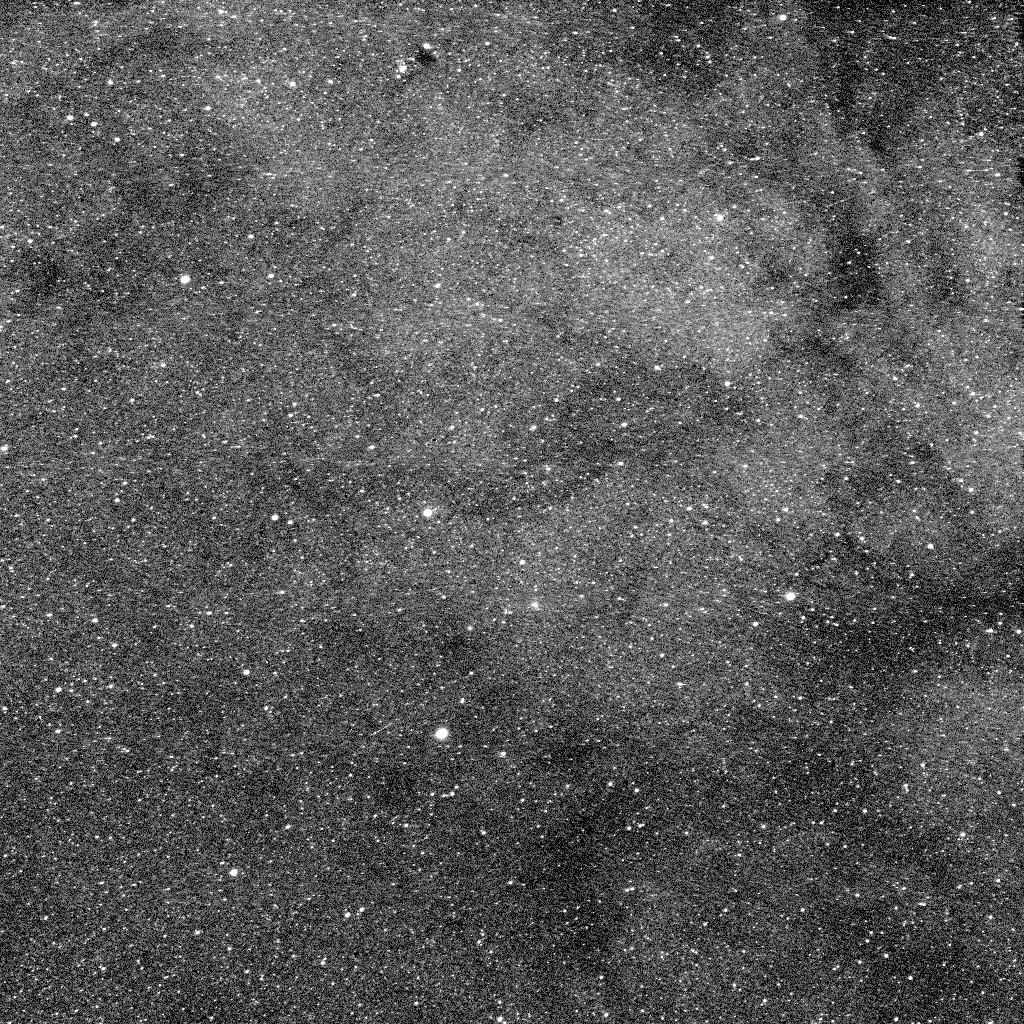
NASAの探査機OSIRIS-RExの目標捜索用カメラMapCamが定常的な動作確認の際にバーデの窓付近を撮影した画像。中央下寄りの一番明るい星がいて座γ^{2}星。それよりやや暗い中央付近の星が、いて座W星。出典:NASA / GSFC / University of Arizona

いて座W星という名称は、変光星の命名規則において、いて座で6番目に変光星であることがわかった天体であることを示す。いて座W星には、いて座γ1星というバイエル名が付与されているが、添え字無しのいて座γ星という名前が、しばしばいて座γ2星のことを指し、いて座W星のバイエル名は省かれている。
シーが発見した2つの伴星候補は、エイトケン重星カタログやワシントン重星カタログではB星、C星と符号が割り当てられており、ワシントン重星カタログではスペックル干渉法で発見された伴星をAb星、主星のケフェイドをAa星としている。一方、連星としてのいて座W星系を論じたものでは、2つの14等星は単に見かけだけの関係であることを示し、スペックル干渉法で分離された伴星をB星、ケフェイドをAa星、視線速度で確認された分光伴星をAb星としている。

## 星系
いて座W星系は、三重連星と考えられている。主星のAa星はケフェイドで、見かけの等級は平均で4.69等、質量は太陽の5.3倍程度と推定される。Aa星と分光連星を形成する伴星Abは、Aa星との離角が11ミリ秒角に相当すると見積もられるが、視覚的に分離されていない。スペクトル型はF5 Vより低温側の主系列星で、質量は太陽の1.1倍程度と予想される。Aa星との明るさの差は8等級に及ぶとみられ、干渉法でも分解して検出するのは困難である。公転周期は、およそ1600日と推定される。スペックル干渉法で分解された伴星Bは、発見時は主星との離角が0.116秒角、その後ハッブル宇宙望遠鏡で検出された際には離角が0.16秒角だった。紫外線天文衛星IUEが1982年に観測した際、いて座W星には高温度星の存在が指摘されており、後の観測と合わせてB星がその高温度星であると特定された。B星は、スペクトル型がA0 Vの白色主系列星で、質量は太陽の2.2倍に相当する。

## 変光

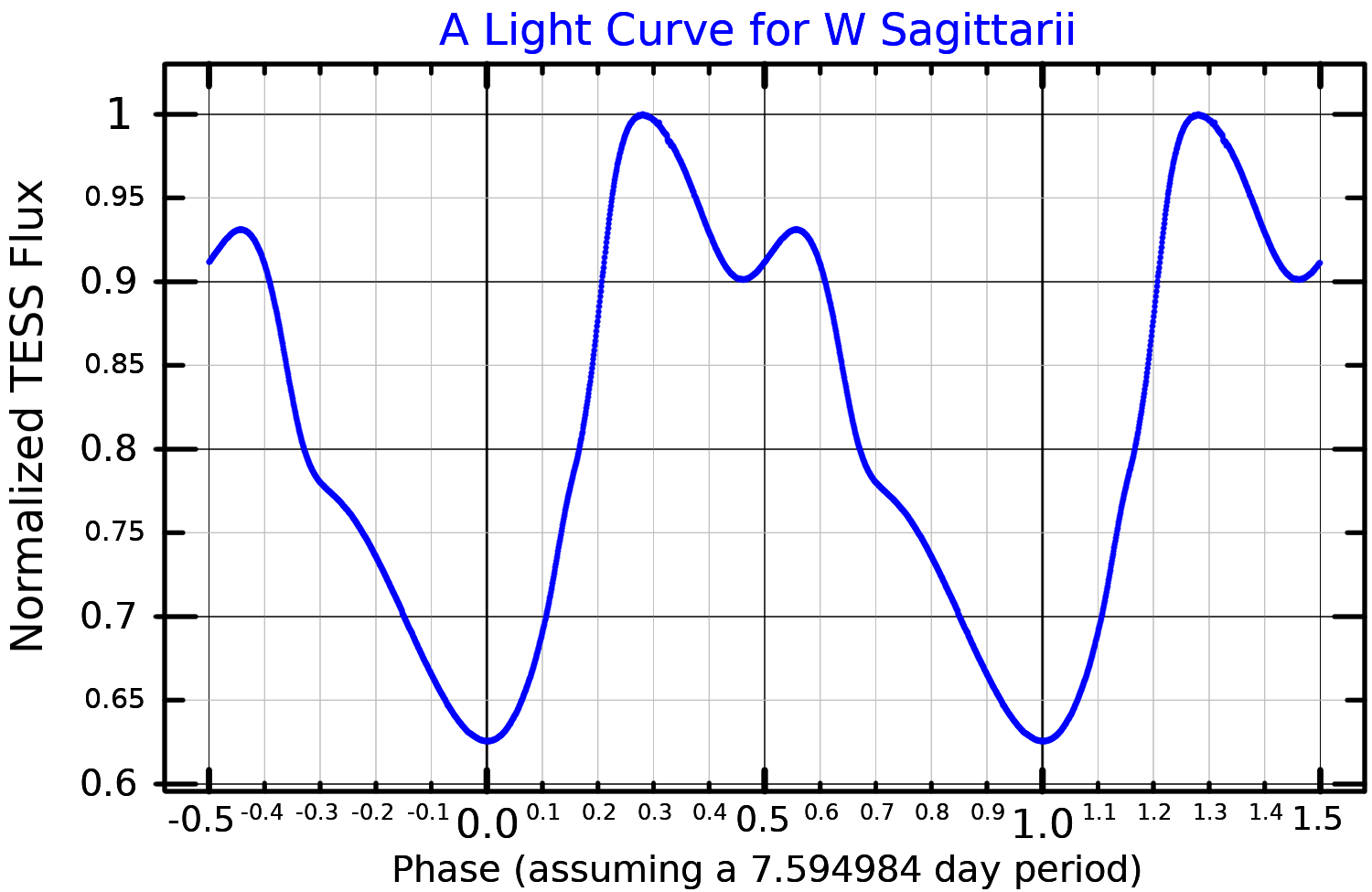
TESSの観測結果から作図した、いて座W星の光度曲線の例。

いて座W星は、ケフェイドの中でもケフェウス座δ型（DCEP）に分類される脈動変光星である。明るさは、4.29等から5.14等の間で規則的に変化し、変光周期は7.6日である。光度変化に伴って有効温度は1000 K程度変動し、スペクトル型も晩期F型から早期G型の間で変化する。星の外層が脈動することで、スペクトルの視線速度も時間変化するため、分光連星の尤もらしい軌道要素は、分光器が進歩して視線速度の測定精度が向上したことで、ようやく決定できるようになった。